# Портнов, Андрей Владимирович (историк)
Андре́й Влади́мирович Портно́в (укр. Андрій Володимирович Портнов, англ. Andrii Portnov, 17 мая 1979, Днепропетровск, Украинская ССР, СССР) — украинский историк, редактор и эссеист. Профессор истории Украины в Европейском университете Виадрина (Франкфурт-на-Одере), директор исследовательской сети PRISMA UKRAЇNA Research Network Eastern Europe.

## Биография
Андрей Портнов родился 17 мая 1979 года в Днепре. Окончил среднюю школу №9 с углубленным изучением английского языка, Днепропетровский национальный университет (магистр истории с отличием, 2001) и Варшавский университет (магистр культуроведения с отличием, 2003). В 2005 году Портнов защитил кандидатскую диссертацию в Институте украиноведения имени Ивана Крипякевича Национальной академии наук Украины во Львове (научный руководитель проф. Ярослав Исаевич).
Портнов был научным сотрудником, а также стажировался в Трирском университете (2004—2006 гг.), Центре исследований Холокоста и геноцида в Амстердаме (2007 г.), Институте европейских исследований Национальной академии наук Украины в Киеве (2007—2008 гг.), Национальном институте стратегических исследований Украины в Киеве (2008—2010 гг.), Центре исследований России, Кавказа и Центральной Европы (CERCEC) в Париже (2010 г.).
Андрей Портнов был редактором академического журнала «Україна Модерна» (2006—2010), в 2012 году стал соучредителем и соредактором (до 2017 года) интеллектуального веб-портала Historians.in.ua.
В 2012—2014 годах он был стипендиатом Wissenschaftskolleg zu Berlin, в 2014—2016 годах — стипендиатом фонда Александра фон Гумбольдта при Институте славянских исследований Университета Гумбольдта в Берлине, а также в Центре современной истории (ZZF) в Потсдаме. В 2016—2017 гг. был научным сотрудником Женевского университета.
В 2012—2020 годах Портнов читал курсы по истории и культуре Украины и Восточной Европы в Университете Гумбольдта, Свободном университете Берлина, Брюссельском свободном университете, Базельском университете, SciencesPo в Лионе. В 2017 и 2019 годах был стипендиатом Института наук о человеке (IWM) в Вене.
В 2015 году Портнов инициировал и возглавил Украинскую Берлинско-Бранденбургскую инициативу, которая преобразовалась в 2017 г. в исследовательскую сеть PRISMA UKRAЇNA Research Network Eastern Europe с центром в Берлине.
В мае 2018 года Портнов был назначен профессором истории Украины в Европейском университете Виадрина (Франкфурт-на-Одере).
С 2019 года он также преподает в качестве приглашенного профессора в Потсдамском университете.
Является членом Украинского ПЕН-клуба и Германской ассоциации по исследованиям Восточной Европы (DGO).

## Награды
- 2008 Премия имени Ежи Гедройца.

- 2013 Премия имени Юрия Шевелёва.

## Научные публикации
Андрей Портнов опубликовал шесть книг, более 200 статей, книжных глав и рецензий. Их тематика включает: польско-российско-украинский треугольник истории и памяти, исследования геноцида и памяти, украинскую и советскую историографию, украинскую эмиграцию в межвоенной Европе, разделы Польши и украинскую политику Российской империи, историю Днепро(петровска), исследование деятельности таких интеллектуалов, как Владимир Пархоменко, Вячеслав Заикин, Виктор Петров, Николай Ковальский, Омельян Прицак и другие.
Его научные тексты были опубликованы на украинском, русском, польском, английском, немецком, французском, японском, чешском, болгарском, венгерском и белорусском языках. На русском языке регулярно публиковался в журналах «Ab imperio», «Отечественные записки», «Неприкосновенный запас», а также на интернет-порталах Colta.ru, Gefter.ru, Polit.ru. Вел авторские колонки на сайтах «Уроки истории» и «Ab Imperio».

### Книги
- Володимир Пархоменко — дослідник ранньоi iсторії Русi (Львів, 2003) [Володимир Пархоменко — исследователь ранней истории Руси]
- Наука у вигнаннi: Наукова і освітня діяльність української еміграції в міжвоєнній Польщі (1919—1939) (Харків, 2008) [Наука в изгнании: Научная и образовательная деятельность украинской эмиграции в междувоенной Польше (1919—1939)]
- Між «Центральною Європою» та «Русским миром»: Сучасна Україна у просторі міжнародних інтелектуальних дискусій (Київ, 2009) Между «Центральной Европой» и «Русским миром»: Современная Украина в пространстве международных интеллектуальных дискуссий
- Упражения с историей по-украински (Москва, 2010)
- Історії iсториків. Обличчя й образи української історіографії XX століття (Київ, 2011) [Истории историком. Лица и образы украинской историографии XX века]
- Історії для домашнього вжитку. Есеї про польсько-російсько-український трикутник пам’яті (Київ, 2013) [Истори для домашнего употребления. Эссе о польсько-русско-украинском треугольнике памяти]
- Poland and Ukraine. Entangled Histories, Asymmetric Memories [Essays of the Forum Transregionale Studien 7/2020] (Berlin, 2020)[12]
- Dnipro. An Entangled History of a European City (Boston, 2022) [Днипро. Переплетенная история европейского города][13]

### Избранные публикации на русском языке
- Родина-мать vs Степан Бандера. Экскурсия по избранным памятникам Второй мировой войны в современной Украине Архивная копия от 23 января 2021 на Wayback Machine.
- Украинские образы Второй мировой войны Архивная копия от 13 августа 2021 на Wayback Machine.
- Советизация исторической науки по-украински Архивная копия от 9 января 2020 на Wayback Machine.
- Польша приобретенная, но не обретенная Архивная копия от 1 апреля 2019 на Wayback Machine
- Столица застоя? Брежневский миф Днепропетровска Архивная копия от 20 декабря 2016 на Wayback Machine
- «Донбасс» как Другой: Украинские интеллектуальные дискурсы до и во время войны Архивная копия от 23 июня 2019 на Wayback Machine

### Избранные эссе онлайн
- «В Украине», «на Донбассе» и не только Архивная копия от 23 января 2021 на Wayback Machine.
- Портрет без сходства. Альтернативные истории в современном кино. От Тарантино до «Чернобыля» Архивная копия от 27 января 2021 на Wayback Machine.
- «Все значительно сложнее…» Вспоминая Арсения Рогинского Архивная копия от 1 апреля 2019 на Wayback Machine.
- Два эскиза об украинской «декоммунизации» Архивная копия от 2 ноября 2016 на Wayback Machine.
- Ценитель сложности. Памяти Бориса Дубина Архивная копия от 20 сентября 2014 на Wayback Machine.
- Настоящий гуманитарий. Памяти Дмитрия Фурмана Архивная копия от 13 апреля 2019 на Wayback Machine.

## Видеоблоги
В 2011—2016 годах Портнов снял 99 видеоблогов по различным вопросам международной гуманитарной науки (в том числе интервью с Анни Эппельбоин, Владимиром Куликом, Юрием Слезкиным, Марией Левицкой, Альвидасом Никжентайтисом, Герхардом Зимоном и другими) для портала net.abimperio. net (больше не существует). Большинство из них можно посмотреть на личном канале Портнова в YouTube Архивная копия от 14 февраля 2021 на Wayback Machine. В 2018 году был создан You-Tube канал кафедры истории Украины в Европейском университете Виадрина Архивная копия от 16 февраля 2021 на Wayback Machine, на котором размещены как видеоролики с различных конференций кафедры, летних школ и коллоквиумов, так и новые видеоблоги профессора Портнова.